# Malthonea panthera
Malthonea panthera là một loài bọ cánh cứng trong họ Cerambycidae.